# Sensorisk bedömning
Sensorisk analys (eller sensorisk utvärdering) är en vetenskaplig disciplin som tillämpar principer för experimentell design och statistisk analys på användningen av de mänskliga sinnena (syn, lukt, smak, känsel och hörsel) i syfte att utvärdera konsumentprodukter. Disciplinen går ut på att paneler, bestående av individer, testar och utvärderar produkterna (analytiskt eller affektivt) varpå data samlas in från dessa. Genom att tillämpa statistiska analyser på resultaten är det möjligt att bedöma och dra slutsatser kring de produkter som testas. Stora företag som tillverkar konsumentprodukter har ofta särskilda avdelningar som arbetar med sensorisk analys. Sensorisk analys kan huvudsakligen delas upp i tre undersektioner:
- Analytisk utvärdering (genererar objektiva beskrivningar av produkter)
- Affektiva tester (genererar subjektiva beskrivningar, exempelvis preferenser)
- Perception (de biokemiska och psykologiska aspekterna av en känsla)

## Analytiska tester
Denna typ av utvärdering går ut på att erhålla objektiva data om produkter. Metoden omfattar allt från grundläggande diskrimineringstestning (till exempel Skiljer sig två eller flera produkter från varandra?) till beskrivande analys (till exempel Vad kännetecknar två eller flera produkter?). Den typ av panel som krävs för denna typ av utvärdering är en tränad sensorisk panel.
Det finns flera typer av sensoriska tester. Den mest klassiska är den sensoriska profilen. Sensorisk profilering innebär att paneldeltagarna bedömer varje  enskild produkt med hjälp av ett frågeformulär. Frågeformuläret innehåller en lista med beskrivningsord (till exempel bitterhet, surhet, etcetera). Paneldeltagaren betygsätter varje produkt baserat på dennes uppfattning av intensiteten hos beskrivningsordet i produkten (till exempel 0 = mycket svag till 10 = mycket stark). I metoden Free choice profiling skapar varje paneldeltagare ett eget frågeformulär.
Holistiska metoder är en kategori som går ut på att bedöma en produkts övergripande utseende, bland annat napping.

## Affektiva tester
Vid affektiva tester, eller konsumenttester, samlas subjektiva data in, dvs, acceptans och gillande av en viss produkt. Vanligtvis rekryteras stora (bestående av 50 konsumenter eller fler) paneler av otränade individer för denna typ av tester, även om mindre fokusgrupper kan användas för att få vissa insikter kring produkter. I dessa fall kan testerna variera från enkla jämförande tester (till exempel Vilket av två prover föredrar konsumenten?) till mer strukturerade frågeställningar såsom vilka faktorer som ligger bakom graden av acceptans eller gillande (till exempel Vänligen betygsätt den "fruktiga aromen": tycker inte om|ingetdera|tycker om).